# Кад Мерад
Кадур Мерад (фр. Kad Merad; рођен 27. марта 1964. године), познатији као Кад Мерад француско-алжирски је глумац, редитељ, сценариста и продуцент. Рођен је у Алжиру. Отац му је био Алжирац, а мајка Францускиња. Током тинејџерских година, свирао је бубњеве и певао са различитим рок бендовима. Убрзо након тога, почео је да игра као аниматор у клубу Мед, поред трупе Жиголо Брадерс.
Године 1990. га је ангажовала Уи ФМ, жанровска рок станица у Паризу, где је упознао Оливјеа Баруа. Дует познатији као Кад & Оливје почео је да ради заједно и започео своју представу, Рок'н Рол Циркус, представивши неке од својих најпознатијих скечева (Памела Роуз, Теди Порк, Фиделе,...). Почетни успех емисије, омогућио им је да се упознају са продуцентом Жан-Лик Деларуом, који је њихов акт довео на ТВ.
Године 1999. почели су да се појављују на каналу Комеди + на француском сателитском ТВ-у са својом емисијом Ла Грос Емисион. Истовремено, Мерад је започео своју кинематографску каријеру са много секундарних, споредних улога. 2007. године освојио је награду Сезар за улогу у филму Не брини, добро сам (Je vais bien, ne t'en fais pas). Током година постао је један од популарнијих филмских глумаца у Француској, а посебно после филма Bienvenue chez les Ch'tis који је гледало преко 21 милион гледалаца. Заједно са колегом из филма Bienvenue chez les Ch'tis Дани Буном један је од популарнијих филмских глумаца у Француској. У досадашњој каријери сарађивали су на неколико пројеката.